# Gia Dụ Hoàng hậu
Gia Dụ Hoàng hậu (chữ Hán: 嘉裕皇后; ? - ?) là Chính thất của Chúa Nguyễn Hoàng, vị tổ tiên của triều đại nhà Nguyễn.

## Tiểu sử
Hoàng hậu mang họ Nguyễn (阮氏), người thuộc huyện Hải Cát, tỉnh Thừa Thiên. Bấy giờ không rõ sự tích về bà, cũng như bà mất năm nào và thọ bao nhiêu tuổi cũng không được truyền lại. Bà hạ sinh một con trai là Chúa Sãi Nguyễn Phúc Nguyên. Mùa hạ, tháng 5, bà qua đời, táng ở Vĩnh Cơ lăng (永基陵), nay thuộc địa phận Hải Cát.
Năm 1744, Vũ Vương Nguyễn Phúc Khoát truy tôn thụy hiệu cho bà là Từ Lương Quang Thục Ý phi (慈良光淑懿妃). Về sau lại dâng thêm 2 chữ Minh Đức (明德).
Năm 1806, Gia Long truy tôn bà đầy đủ thành Từ Lương Quang Thục Minh Đức Ý Cung Gia Dụ Hoàng hậu (慈良光淑明德懿恭嘉裕皇后), phối thờ cùng Chúa Nguyễn Hoàng ( Thái Tổ Gia Dụ Hoàng đế ) ở trong Thái Miếu tại Phú Xuân.

## Bài sách văn
Khi Gia Long dâng thụy hiệu, đã dâng bài sách văn bằng vàng có nội dung:
Giương oai cầm cây việt cờ mao, định yên thế nước, thực bởi thánh công, trong sáng như ngọc cư ngọc vũ, chỉnh đốn việc nhà đều nhờ hậu đức.  
Kính nghĩ, Từ Lương Quan Thục Minh Đức Nguyễn Ý phi điện hạ: Thánh sánh đối với thánh, đến ở ấp mới này. Khuyến tướng sĩ cần lao ở hàng trận, nêu đức, tính trinh tĩnh ở đình vi. Đức hóa khắp nước nhà, Phước trạch nhuần cháu chắt. Cho nên, nay trên nhờ bóng cả, thêm sáng tốt xưa. Coi phước đức này, dám dâng sùng báo. Kính làm sách vàng, dâng tôn hiệu là "Từ Lương Quang Thục Minh Đức Ý Cung Gia Dụ Hoàng hậu", thờ chung vào Thái Miếu.